# Tomophyllum sakaguchianum
Tomophyllum sakaguchianum là một loài thực vật có mạch trong họ Polypodiaceae. Loài này được (Koidz.) Parris mô tả khoa học đầu tiên năm 2007.